# دومري
دومري هي بلدية فرنسية تقع في إقليم الأردين في منطقة غراند إيست. 

## الأماكن والمعالم الأثرية

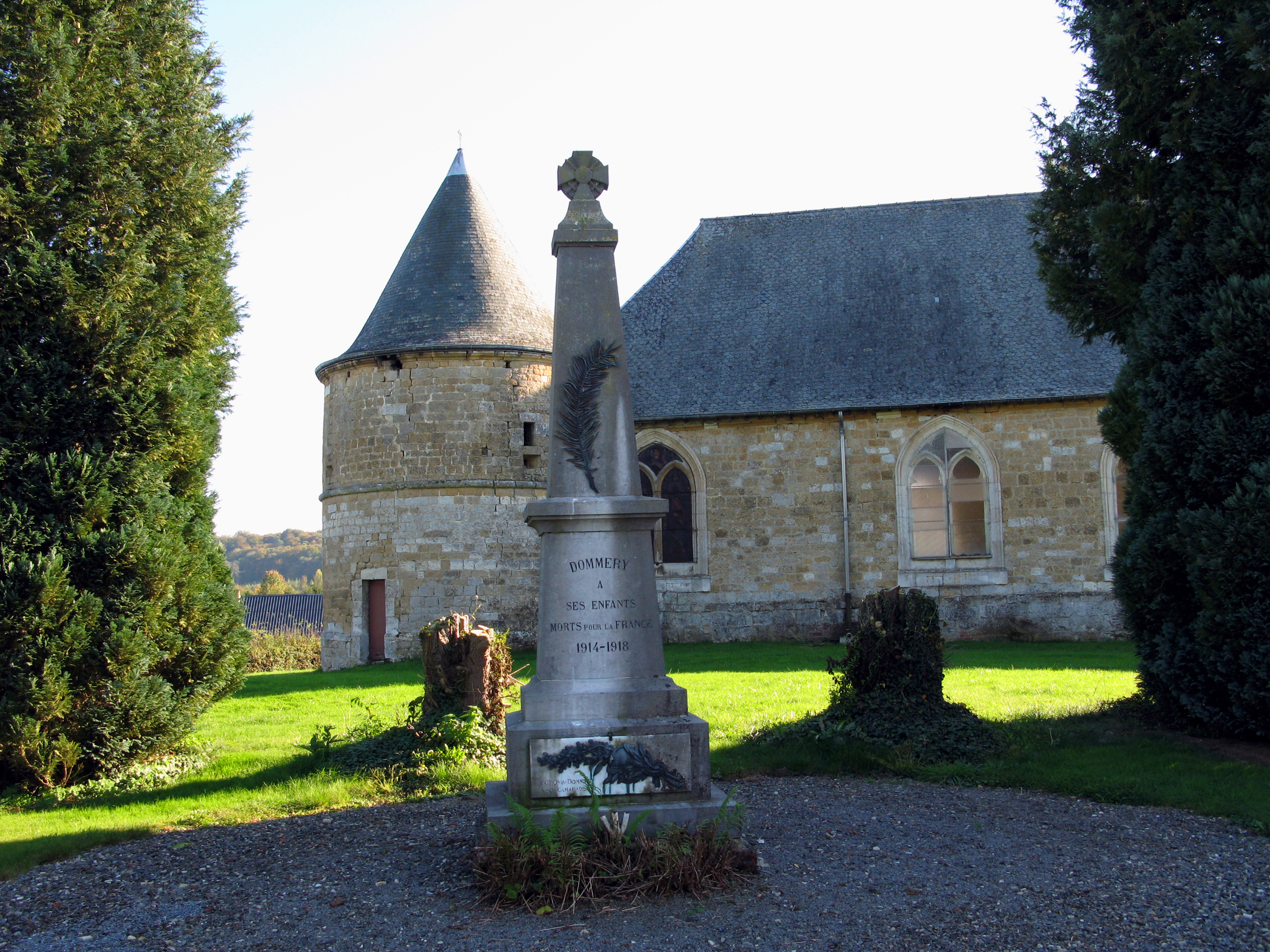
يقع النصب التذكاري للحرب على الجانب الشمالي من الكنيسة المحصنة ، حيث يوجد في برج الزاوية عدة شقوق.